# 维亚杜图斯
维亚杜图斯是巴西南大河州的一个市镇。总面积268.473平方公里，总人口5663人，人口密度21.1人/平方公里。